# Because (timeleszの曲)
『because』は、timelesz名義初であり、Sexy Zone名義も合わせて通算27枚目のシングル。2024年11月20日にユニバーサルミュージックより発売された。メンバー増員のためのオーディション「timelesz project -AUDITION-」を開催中であるtimeleszにとって、3人体制最初で最後のシングルである。

## 概要
初回限定盤A（CD+DVD）、初回限定盤B（CD+DVD）、通常盤（CDのみ）、UNIVERSAL MUSIC STORE限定盤の4形態でリリースされた。
表題曲「because」は菊池風磨が主演を務めるテレビ朝日系列オシドラサタデー『私たちが恋する理由』の主題歌に起用され、音源も10月12日放送のドラマの初回放送で初解禁された。楽曲制作はまずメンバー3人で相談するところから始まり、歌詞を菊池が担当することが決定。「今までちょっとずつ詞を書いたりとかしてましたけど、もしかしたら一番スムーズだったかもしれないですね」と振り返るほど短時間で書けたという歌詞には、新たな恋の一歩を踏み出すことに臆病なドラマの登場人物たちの心情の他、夏目漱石の"I love you"を「月が綺麗ですね」と訳したという逸話を思い起こさせるようなフレーズも含まれたラブソングとなっているが、それだけではなくtimeleszとファンの関係性が交差するストーリーも描かれている。そしてその歌詞からヒントを得たという松島が振付監修という形で参加。手話で「"because"＝理由」という意味を持つハンドサインを盛り込み、ファンが真似しやすいようになるべくバストアップで歌詞の世界観を表現し、事務所のイズムともいえるキャッチーな振付を意識して制作された。フォーメーションや構成は、「Anthem」や「Selfish Love」を振付したKANUが得意とするスタイルや動きを参考にしたという。歌詞と振付が決まった後、佐藤が監修に関わりMVを制作。「ぎゅっと」に近いテイストにしたいという佐藤と松島のリクエストもあり、全編都内で自然光を活かしたロケ撮影を行い、日常的だが大切な瞬間を切り取るような、素に近いナチュラルな3人が見られるMVが完成した。2分9秒のシーンではメンバーの仲睦まじい姿も見ることができる。
10月29日19:30よりtimeleszオフィシャルInstagramで3人が出演するインスタライブ「timeleszプレゼンツ『because』Muisc Video鑑賞会直前SP」が実施され、20:00に公式YouTubeでMVが公開された。timelesz公式TikTokでは11月13日に「｢because｣の手振り動画 松島聡 ver.」として松島がニコニコの笑顔で新曲のサビをリップシンクしながらわかりやすく大きな動作で踊る動画を投稿すると、「そうちゃんの笑顔からマイナスイオン出てる」「聡くんが考える振り付けは歌詞とリンクしてて可愛い」と絶賛の声が相次ぎ、公開1日で42万回再生を記録した。

## 仕様・特典
仕様
- 通常盤 - 初回プレス仕様 ピクチャーレーベル
- UNIVERSAL MUSIC STORE限定盤 - LPサイズ紙ジャケット仕様

封入特典
- 初回限定盤A - ポラロイド風トレカ 撮り合いっこver.（ソロ3種+集合1種のうち1枚ランダム封入）
- 初回限定盤B - ポラロイド風トレカ because ver.（ソロ3種+集合1種のうち1枚ランダム封入）
- 通常盤 - 20P歌詞ブックレット
- UNIVERSAL MUSIC STORE限定盤 - ポラロイド風トレカ minutez ver.（ソロ3種+集合1種のうち1枚ランダム封入）、LPサイズ20P歌詞ブックレット、「because」オリジナルLPスタンド

3形態共通封入特典
- シリアルコード入りプレイリストカード
『SZ10THアプリ』内ミュージックプレイヤー機能で楽曲が聴ける。

3形態同時予約購入特典
特典応募用シリアルコード1つで「全員特典」と「抽選特典」両方に応募可能。
- 抽選特典 - timelesz『because』リリース記念ファンミーティング「timelesz ファンミーティング 〜timeleszとChristmasが韻を踏んでいるね。じゃあタムタムChristmazにしちゃえ！〜」（対面イベント）応募券
都内某所で12月14日に計3回、それぞれ2000人を招待して行われる。
- 全員特典
  - 「because」制作ドキュメンタリー 〜僕たちの理由〜 ストリーミング視聴（約27分収録、視聴期間：2024年11月19日10:00 - 12月29日23:59）
  - ポラロイド風トレカ message ver.4枚セット（ソロ3種+集合1種）
  - timelesz『because』リリース記念ファンミーティング アーカイブ配信（アーカイブ配信期間：12月24日18:00 - 12月29日23:59）

## 収録曲
クレジット出典

### CD

#### 初回限定盤A
1. because
作詞：菊池風磨 / 作曲：Shogo、Tsubasa / 編曲：CHOKKAKU
菊池風磨が主演を務めるテレビ朝日系列オシドラサタデー『私たちが恋する理由』主題歌。
2. HOMIES
作詞：原田卓也 / 作曲：Erik Lidbom、原田卓也 / 編曲：Erik Lidbom
3. Step out
作詞：Kiyoki / 作曲：Chris Meyer、Didrik Thott、StoryThella / 編曲：toryThella
4. Step out -Inst-

#### 初回限定盤B
1. because
2. HOMIES
3. KNOCK KNOCK KNOCK
作詞：CLAUDE S. / 作曲：LEXON、Jacob Watson / 編曲：LEXON
4. KNOCK KNOCK KNOCK -Inst-

#### 通常盤
1. because
2. HOMIES
3. snow wonderland
作詞・作曲・編曲：渡辺拓也
4. Birthday
作詞：金井政人（BIGMAMA）、浪岡真太郎 / 作曲：浪岡真太郎 / 編曲：Hiromu（Hiromuトリオ）
5. because -Inst-
6. HOMIES -Inst-
7. snow wonderland -Inst-
8. Birthday -Inst-

#### UNIVERSAL MUSIC STORE限定盤
1. because
2. HOMIES

### DVD

#### 初回限定盤A
約40分収録。
- 「because」Music Video
- 「because」Music Video（佐藤勝利 ver.）
- 「because」Music Video（菊池風磨 ver.）
- 「because」Music Video（松島聡 ver.）
- Making of「because」

#### 初回限定盤B
約35分収録。
- 『聡ちゃんが2人いる!? 3人の絆で本物の松島を見つけだせ！』

#### UNIVERSAL MUSIC STORE限定盤
約39分収録。
- We're timelesz LIVE TOUR 2024 episode0
6月22日に北海道・真駒内セキスイハイムアイスアリーナで行われたLIVEのダイジェスト映像。
  - RUN
  - 人生遊戯
  - sleepless
  - IF YOU WANNA DANCE
  - puzzle
  - MC
  - Summer Ride
  - 本音と建前
  - Anthem
  - Selfish Love
  - dilemma
  - VIVID SUMMER DAYS

## チャート成績
初週25.3万枚を売り上げ、2024年12月2日付「オリコン週間シングルランキング」で初登場1位となり、デビュー曲から27作連続・通算27作目の首位を獲得した。